# دریاچه گهر
دریاچه گَهَر یک دریاچه کوهستانی در ایران است. این دریاچه در جنوب شرقی دورود و در منطقه حفاظت‌شده اشترانکوه در استان لرستان با ارتفاع ۲۳۵۰ متر از سطح دریا قرار گرفته‌است. این دریاچه که به «نگین اشترانکوه» معروف است، به سبب نداشتن راه ماشین‌رو تا حد زیادی از خرابی و آلودگی به دست انسان به دور مانده‌است. سالانه در حدود ۷۰٬۰۰۰ گردشگر اقدام به بازدید از این منطقه می‌نمایند.

## موقعیت جغرافیایی

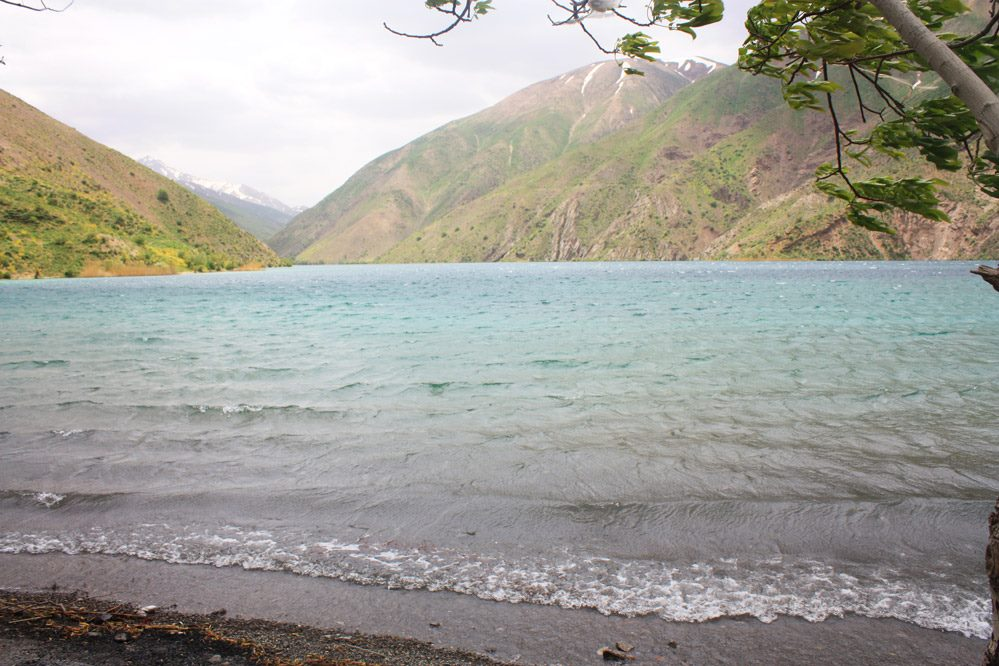
دریاچه گهر دورود

### حق مالکیت دریاچه گهر
در سال‌های اخیر تنش‌هایی برای مالکیت این دریاچه از سوی شهرهای اطراف این دریاچه صورت گرفت که از طرف فرمانداری شهر دورود و شهرداری دورود، طرح دعوی شد و به وزارت کشور ارسال شد. وزارت کشور در پاسخ به طرح دعوی، نامه‌ای به همراه نقشه و موقعیت جغرافیایی دریاچه گهر دورود را به فرمانداری‌ها و شهرداری‌های هم جوار شهر دورود با یادآوری این مطلب که این دریاچه به‌طور کامل در حوزه سرزمینی شهرستان دورود قرار دارد، ارسال کرد.
گهر شامل ۲ بخش به نام‌های گهر بزرگ (کله گهر) و گهر کوچک (کره گهر) می‌باشد. دریاچه گهر بزرگ حدود ۱۷۰۰ متر درازا و ۴۰۰ تا ۸۰۰ متر پهنا و ۴ تا ۲۸ متر ژرفا دارد.
ساحل این دریاچه به جز قسمت مدخل دریاچه (ضلع غربی) و قسمت مقابل‌اش (ضلع شرقی) که ساحلی ماسه‌ای دارد و برای شنا مناسب است در سایر نقاط دارای ساحلی صخره‌ای است که برای شنا مناسب نیست. در قسمت پایین دریاچه، جنگلی انبوه وجود دارد که در شرف نابودی است. در قسمت بالای آن نیز جنگلی انبوه وجود دارد که این جنگل هم در معرض خطر نابودی است. از قسمت بالا، جوی آبی به دریاچه می‌ریزد که ادامه آن به دریاچه‌ای دیگر منتهی می‌شود. با حدود ۴۰ دقیقه پیاده‌روی می‌شود به این دریاچه (گهر دوم یا گهر پایین) رسید. عمق آن کم است و ماهیان کف دریاچه را با کمی دقت می‌شود به خوبی دید. جریان ورودی آب دریاچه ۱۰ فوت مکعب بر ثانیه و جریان خروجی آن حدود ۲۰ فوت مکعب بر ثانیه می‌باشد. علت افزایش حجم آب خروجی دریاچه وجود چشمه‌های در قسمت تحتانی آن است. آب اصلی تأمین‌کننده دریاچه از طریق رودخانه ورودی آن یعنی رودخانه تاپله است که دارای آبی بسیار خنک و رنگی شفاف و بلورین با بستری مملو از سنگریزه یا قلوه سنگ است که بدون افت و با کمی شتاب وارد دریاچه کوچک می‌شود و پس از طی مسافتی کوتاه وارد دریاچه گهر می‌شود. 
ماه‌های تیر و مرداد بهترین زمان سفر به این دریاچه‌است؛ و در اواخر اردیبهشت و خرداد تمامی مسیر پوشیده از شقایق‌های رنگی و لاله واژگون است. منطقه حفاظت شده اشترانکوه در استان لرستان واقع شده‌است که علاوه بر دریاچه جاذبه‌های طبیعی بی نظیری که دارد دارای قلل بالای ۴۰۰۰ متر است.

### میزان بارش در منطقه
میزان بارش سالانه در منطقه گهر حدود ۹۳۳ میلی‌متر است که بیشتر به صورت بارش برف می‌باشد. در سال‌های پربرف سطح دریاچه یخ می‌بندد.

### پوشش گیاهی
پوشش گیاهی این منطقه شامل درختان بلوط، بید، بادام، پسته وحشی، گلابی وحشی، چنار، نارون، بلوط مازو، گردو، انجیر، زبان گنجشک، سیب، زالزالک، ارژن، کنار کهور، انار، گز و موی وحشی و گل‌های لاله واژگون، شقایق، زنبق و لاله وحشی تاج خروسی و اختر می‌باشد.

### حیات وحش
دریاچهٔ گهر زیستگاه مناسبی برای آبزیان و دیگر حیوانات وحشی است. منطقه حفاظت شده اشترانکوه با حیات وحش متنوع شامل حیواناتی است از قبیل بز، قوچ، آهو، کل، پلنگ، گرگ، گراز، خرس قهوه‌ای، کفتار، روباه، شغال، خرگوش و انواع پرندگان مانند عقاب، کبک، شاهین، تیهو و آبزیان مانند مارماهی، لاک‌پشت، قورباغه و ماهی قزل آلای رنگین کمان و خال قرمز در این دریاچه زیست می‌کنند.

#### تاریخچه
اغلب اروپائیان و سیاحان این دریاچه را به نام دریاچه ایران می‌شناسند که این شناخت حاصل معرفی یک زن انگلیسی به نام ایزابلا لوسی بیشوپ است که در سال ۱۸۹۰ میلادی توانست مدت ۳ ماه در این منطقه تحقیق کرده و هزار کیلومتر راهپیمایی کند ولی با توجه به اسناد معتبر تاریخی اولین کسی که موفق به کشف دریاچه گهر شد، یک زمین‌شناس اتریشی به نام آ-رودلر بود که در سال ۱۸۸۸ میلادی موفق شد نام خود را به عنوان کاشف دریاچه گهر در تاریخ ماندگار کند. وی در هنگام کشف این دریاچه از ارتفاعات اشترانکوه در دورود حرکت کرده بود. اولین و قدیمی‌ترین تصویر مستند تهیه شده از این دریاچه نیز در سال ۱۸۹۱ میلادی گرفته شده‌است که به یک سیاح فرانسوی به نام ژان ژاک دومرگان تعلق دارد.

## نحوه شکل‌گیری
گهر به احتمال زیاد در اثر وقوع زمین لرزه‌ای بزرگ به وجود آمده‌است. این دریاچه بر روی گسل اصلی امروزی زاگرس قرار دارد؛ بنابراین احتمالاً در اثر جنبش گسل و رویداد یک زمین لغزش سنگ ریزش تشکیل شده‌است.